# Гунунг-Тахан
Гуну́нг-Таха́н (малайск. Gunung Tahan) или Тахан — высочайшая вершина полуострова Малакка. Высота — 2190 м. Является частью горного хребта Тахан в составе горной цепи Тенассерим (англ.), тянущейся от Бирмы на севере до самого юга Малаккского полуострова.
Расположена в Малайзии, в штате Паханг. Впервые сведения о Гунунг-Тахане были опубликованы российским исследователем Н. Н. Миклухо-Маклаем в 1876 году, после проведения им в 1875-м этнографической экспедиции по полуострову Малакка. В настоящее время вершина Гунунг-Тахан находится на территории национального парка Таман-Негара.